# Левашёв, Евгений Михайлович
Евгений Михайлович Левашёв (19 августа 1944, Москва — 10 декабря 2022) — российский музыковед-историк; профессор, доктор искусствоведения.

## Биография
Родился 19 августа 1944 года в Москве. Племянник О. Е. Левашёвой.
Окончил Московскую консерваторию (класс Ю. А. Фортунатова); затем аспирантуру ВНИИ искусствознания (научный руководитель — Ю. В. Келдыш).
В 1970—2000 годах преподавал в Московской консерватории. С 1974 года — ведущий научный сотрудник ВНИИ (ГИИ) искусствознания, заведующий сектором академических музыкальных изданий.
Основная сфера научных интересов Е. М. Левашёва — история русской музыки, источниковедение, текстология. Ему принадлежат более 60 трудов, в том числе работы по истории церковной и светской музыки, главы в книге «История русской музыки в 10 томах», публикации в серии «Памятники русского музыкального искусства» и в Полном академическом собрании сочинений М. П. Мусоргского (в котором он также был главным редактором).
По научным реставрациям и реконструкциям Левашёва осуществлён ряд театральных постановок, среди которых «Рождественская драма» Димитрия, митрополита Ростовского, оперы В. А. Пашкевича «Скупой» и «Жизнь за царя» М. И. Глинки, несколько версий реконструкции оперы «Князь Игорь» А. П. Бородина и т. д.
В 2019 году Е. М. Левашёв был избран почётным членом Российской Академии художеств.
Умер 10 декабря 2022 года.